# E-Prix di Berlino 2017
L'E-Prix di Berlino 2017 è stato un doppio evento sportivo che ha costituito la settima e l'ottava prova del Campionato di Formula E 2016-2017. Si è svolto sul tracciato ricavato nell'aeroporto di Tempelhof, con un layout differente rispetto a quello della prima stagione.

## Prima dell'evento
- Stéphane Sarrazin migra dalla Venturi Grand Prix alla Techeetah;
- Esteban Gutiérrez abbandona la Techeetah e la serie;
- la Venturi Grand Prix assume Tom Dillmann a tempo pieno.

## Gara 1

### Risultati

#### Qualifiche
Nella sessione di qualifiche si è avuta la seguente situazione:
| Pos.   | Nº | Pilota                 | Squadra          | Tempo    | Distacco | Griglia |
| ------ | -- | ---------------------- | ---------------- | -------- | -------- | ------- |
| 1      | 11 | Lucas Di Grassi        | Audi Sport ABT   | 1:08.312 | —        | 1       |
| 2      | 37 | José María López       | DS Virgin Racing | 1:08.313 | +0.001   | 2       |
| 3      | 19 | Felix Rosenqvist       | Mahindra         | 1:03.395 | +0.083   | 3       |
| 4      | 23 | Nick Heidfeld          | Mahindra         | 1:08.650 | +0.338   | 4       |
| 5      | 2  | Sam Bird               | DS Virgin Racing | 1:09.724 | +1.412   | 5       |
| 6      | 25 | Jean-Éric Vergne       | Techeetah        | 1:08.457 | —        | 6       |
| 7      | 88 | Oliver Turvey          | NextEV NIO       | 1:08.607 | +0.150   | 7       |
| 8      | 66 | Daniel Abt             | Audi Sport ABT   | 1:08.620 | +0.163   | 8       |
| 9      | 8  | Nicolas Prost          | e. Dams-Renault  | 1:08.692 | +0.235   | 9       |
| 10     | 7  | Jérôme d'Ambrosio      | Dragon           | 1:08.825 | +0.378   | 10      |
| 11     | 5  | Maro Engel             | Venturi          | 1:08.846 | +0.389   | 11      |
| 12     | 33 | Stéphane Sarrazin      | Techeetah        | 1:08.890 | +0.433   | 12      |
| 13     | 3  | Nelson Piquet Jr.      | NextEV NIO       | 1:08.961 | +0.504   | 13      |
| 14     | 9  | Sébastien Buemi        | e. Dams-Renault  | 1:09.010 | +0.553   | 14      |
| 15     | 4  | Tom Dillmann           | Venturi          | 1:09.214 | +0.757   | 15      |
| 16     | 20 | Mitch Evans            | Jaguar Racing    | 1:09.219 | +0.762   | 16      |
| 17     | 27 | Robin Frijns           | Andretti         | 1:09.630 | +1.183   | 17      |
| 18     | 47 | Adam Carroll           | Jaguar Racing    | 1:09.898 | +1.441   | 18      |
| 19     | 6  | Loïc Duval             | Dragon           | 1:09.923 | +1.476   | 19      |
| 20     | 28 | António Félix da Costa | Andretti         | 1:11.147 | +2.690   | 20      |
| Fonte: |    |                        |                  |          |          |         |

#### Gara
| Pos. | Nº | Pilota                 | Squadra           | Giri completati | Tempo     | Griglia | Punti |
| ---- | -- | ---------------------- | ----------------- | --------------- | --------- | ------- | ----- |
| 1    | 19 | Felix Rosenqvist       | Mahindra          | 44              | 53:19.661 | 3       | 25    |
| 2    | 11 | Lucas Di Grassi        | Audi Sport ABT    | 44              | +2.232    | 1       | 21    |
| 3    | 23 | Nick Heidfeld          | Mahindra          | 44              | +4.058    | 4       | 15    |
| 4    | 37 | José María López       | Virgin-Citröen    | 44              | +13.638   | 2       | 12    |
| 5    | 8  | Nico Prost             | e. Dams-Renault   | 44              | +19.068   | 9       | 10    |
| 6    | 66 | Daniel Abt             | Audi Sport ABT    | 44              | +19.799   | 8       | 8     |
| 7    | 2  | Sam Bird               | Virgin-Citröen    | 44              | +20.065   | 5       | 6     |
| 8    | 25 | Jean-Éric Vergne       | Techeetah-Renault | 44              | +20.689   | 6       | 4     |
| 9    | 5  | Maro Engel             | Venturi           | 44              | +39.030   | 11      | 2     |
| 10   | 88 | Oliver Turvey          | NextEV NIO        | 44              | +40.985   | 7       | 1     |
| 11   | 33 | Stéphane Sarrazin      | Techeetah         | 44              | +42.682   | 12      |       |
| 12   | 3  | Nelson Piquet Jr.      | NextEV NIO        | 44              | +42.880   | 13      |       |
| 13   | 7  | Jérôme d'Ambrosio      | Dragon-Penske     | 44              | +45.712   | 10      |       |
| 14   | 47 | Adam Carroll           | Jaguar Racing     | 44              | +49.658   | 18      |       |
| 15   | 6  | Loïc Duval             | Dragon-Penske     | 44              | +59.010   | 19      |       |
| 16   | 28 | António Félix da Costa | Andretti-BMW      | 44              | +60.269   | 20      |       |
| 17   | 27 | Robin Frijns           | Andretti-BMW      | 44              | +62.463   | 17      |       |
| 18   | 4  | Tom Dillmann           | Venturi           | 44              | +67.695   | 15      |       |
| Rit  | 20 | Mitch Evans            | Jaguar            | 16              | -         | 16      | 1     |
| SQ   | 9  | Sébastien Buemi        | e. Dams-Renault   | 44              | SQ        | 14      |       |

## Gara 2

### Risultati

#### Qualifiche
| Pos. | Nº | Pilota                 | Squadra         | Tempo    | Distacco | Griglia |
| ---- | -- | ---------------------- | --------------- | -------- | -------- | ------- |
| 1    | 19 | Felix Rosenqvist       | Mahindra        | 1:08.208 | —        | 1       |
| 2    | 9  | Sébastien Buemi        | e. Dams-Renault | 1:08.306 | +0.098   | 2       |
| 3    | 37 | José María López       | Virgin-Citröen  | 1:08.454 | +0.246   | 3       |
| 4    | 2  | Sam Bird               | Virgin-Citröen  | 1:08.688 | +0.480   | 4       |
| 5    | 25 | Jean-Éric Vergne       | Techeetah       | 1:09.103 | +0.895   | 5       |
| 6    | 88 | Oliver Turvey          | NextEV NIO      | 1:08.142 | —        | 6       |
| 7    | 11 | Lucas Di Grassi        | Audi Sport ABT  | 1:08.223 | +0.081   | 7       |
| 8    | 66 | Daniel Abt             | Audi Sport ABT  | 1:08.348 | +0.206   | 8       |
| 9    | 20 | Mitch Evans            | Jaguar Racing   | 1:08.356 | +0.214   | 9       |
| 10   | 8  | Nico Prost             | e. Dams-Renault | 1:08.465 | +0.321   | 10      |
| 11   | 6  | Loïc Duval             | Dragon-Penske   | 1:08.483 | +0.339   | 11      |
| 12   | 7  | Jérôme d'Ambrosio      | Dragon-Penske   | 1:08.552 | +0.410   | 12      |
| 13   | 5  | Maro Engel             | Venturi         | 1:08.582 | +0.440   | 13      |
| 14   | 27 | Robin Frijns           | Andretti-BMW    | 1:08.583 | +0.441   | 14      |
| 15   | 4  | Tom Dillmann           | Venturi         | 1:08.738 | +0.596   | 15      |
| 16   | 33 | Stéphane Sarrazin      | Techeetah       | 1:08.822 | +0.680   | 16      |
| 17   | 28 | António Félix da Costa | Andretti-BMW    | 1:09:085 | +0.943   | 17      |
| 18   | 3  | Nelson Piquet Jr.      | NextEV NIO      | 1:09.149 | +1.007   | 18      |
| 19   | 47 | Adam Carroll           | Jaguar Racing   | 1:09.543 | +1.401   | 19      |
| 20   | 23 | Nick Heidfeld          | Mahindra        | 1:11.267 | +3.125   | 20      |

#### Gara
| Pos. | Nº | Pilota                 | Squadra           | Giri completati | Tempo     | Griglia | Punti |
| ---- | -- | ---------------------- | ----------------- | --------------- | --------- | ------- | ----- |
| 1    | 9  | Sébastien Buemi        | e. Dams-Renault   | 46              | 56:02.155 | 2       | 25    |
| 2    | 19 | Felix Rosenqvist       | Mahindra          | 46              | +7.195    | 1       | 21    |
| 3    | 11 | Lucas Di Grassi        | Audi Sport ABT    | 46              | +10.862   | 7       | 15    |
| 4    | 66 | Daniel Abt             | Audi Sport ABT    | 46              | +13.631   | 8       | 12    |
| 5    | 37 | José María López       | Virgin-Citröen    | 46              | +20.324   | 3       | 10    |
| 6    | 25 | Jean-Éric Vergne       | Techeetah-Renault | 46              | +20.751   | 5       | 8     |
| 7    | 2  | Sam Bird               | Virgin-Citröen    | 46              | +21.959   | 4       | 6     |
| 8    | 8  | Nico Prost             | e. Dams-Renault   | 46              | +22.155   | 10      | 4     |
| 9    | 88 | Oliver Turvey          | NextEV NIO        | 46              | +34.949   | 6       | 2     |
| 10   | 23 | Nick Heidfeld          | Mahindra          | 46              | +35.814   | 20      | 1     |
| 11   | 28 | António Félix da Costa | Andretti-BMW      | 46              | +44.057   | 17      |       |
| 12   | 3  | Nelson Piquet Jr.      | NextEV NIO        | 46              | +44.439   | 18      |       |
| 13   | 7  | Jérôme d'Ambrosio      | Dragon-Penske     | 46              | +47.336   | 12      |       |
| 14   | 33 | Stéphane Sarrazin      | Techeetah         | 46              | +51.653   | 16      |       |
| 15   | 4  | Tom Dillmann           | Venturi           | 46              | +56.977   | 15      |       |
| 16   | 47 | Adam Carroll           | Jaguar Racing     | 46              | +65.426   | 19      |       |
| 17   | 20 | Mitch Evans            | Jaguar Racing     | 46              | +67.018   | 9       |       |
| 18   | 27 | Robin Frijns           | Andretti-BMW      | 46              | +72.083   | 14      |       |
| Rit  | 6  | Loïc Duval             | Dragon-Penske     | 33              | -         | 11      |       |
| Rit  | 5  | Maro Engel             | Venturi           | 14              | -         | 13      | 1     |

## Classifiche

### Piloti
| +/– | Pos | Pilota           | Punti     |
| --- | --- | ---------------- | --------- |
|     | 1   | Sébastien Buemi  | 157       |
|     | 2   | Lucas Di Grassi  | 125 (–32) |
| 1   | 3   | Felix Rosenqvist | 86 (–71)  |
| 1   | 4   | Nicolas Prost    | 72 (–85)  |
|     | 5   | Nick Heidfeld    | 63 (–94)  |

### Scuderie
| +/– | Pos | Team             | Punti     |
| --- | --- | ---------------- | --------- |
|     | 1   | e.Dams-Renault   | 229       |
|     | 2   | Audi Sport ABT   | 171 (–58) |
|     | 3   | Mahindra         | 149 (–80) |
|     | 4   | DS Virgin Racing | 97 (–132) |
| 1   | 5   | Techeetah        | 57 (–172) |

## Altre gare
- E-Prix di Berlino 2016
- E-Prix di Berlino 2018
- E-Prix di Parigi 2017
- E-Prix di New York 2017